# Parafia św. Małgorzaty w Olchowcu
Parafia św. Małgorzaty w Olchowcu – parafia rzymskokatolicka znajdująca się w archidiecezji lubelskiej, w dekanacie Siedliszcze. 

## Historia
Na początku XV w. w Olchowcu była filią parafii w Błyszczu (obecnie Pawłów). Parafia została erygowana 11 kwietnia 1457 roku. Obejmowała ona również wiernych z obecnych parafii w Syczynie, Cycowie i Wierzbicy. obecny cmentarz parafialny założono w 1905 roku. Znalazły się na nim groby grobowce właścicieli okolicznych majątków: Olędzkich, Załuskich, Lechnickich i Gorzowskich. 
Obecny kościół zbudowano w latach 1788–1791. Wcześniej w tym miejscu stały: kościół wzniesiony w I połowie XV w. pod wezwaniem św. Mikołaja, Leonarda i Małgorzaty, zbudowany w 1680 roku kościół pw. Wniebowzięcia NMP, św. Jana Chrzciciela, Mikołaja, Leonarda i Małgorzaty).  
Na terenie parafii w miejscowości Bezek funkcjonuje kaplica pw. św. Anny, a w Kuliku kaplica pw. NMP Królowej Polski. 

## Terytorium
Według stanu na miesiąc luty 2017 liczba wiernych w parafii wynosiła 2004 osób. Do parafii należą wierni z miejscowości: Bezek, Buza, Helenów, Kamienna Góra, Kulik, Olchowiec-Kolonia, Sewerynów, Święcica, Święcica-Kolonia, Terenin. 

## Proboszczowie
- ks. Walenty Kowalski (1900–1931)[3]
- ks. Ludwik Olechowski (1931–1933)[3]
- ks. Paweł Jarzyński (1933–1944)[3]
- ks. Aleksander Jędrejek (1944–1946)[3]
- ks. Franciszek Gduliński (1946–1948)[3]
- ks. Wacław Adamski (1948–1955)[3]
- ks. Wacław Kosmala (1955–1961)[3]
- ks. Józef Kuśmierczyk (1961–1970)[3]
- ks. Witold Perestaj (1970–1979)[3]
- ks. Henryk Szymański (1979–1998)[3]
- ks. Stanisław Kozyra (1998–2011)[3]
- ks. Robert Drzewiecki  (administrator 2010–2013) (2013–2021)[3]
- ks. Piotr Iwaniszczuk (2021–)[3]